# Metroperiella lepralioides
Metroperiella lepralioides is een mosdiertjessoort uit de familie van de Bitectiporidae. De wetenschappelijke naam van de soort is voor het eerst geldig gepubliceerd in 1903 door Calvet.